# NGC 6256
NGC 6256 (другие обозначения — GCL 49.1, ESO 391-SC6) — шаровое скопление в созвездии Скорпион.
Этот объект входит в число перечисленных в оригинальной редакции «Нового общего каталога».